# Almenewo (Kurgan)
Almenewo (russisch Альме́нево) ist ein Dorf (selo) in der Oblast Kurgan in Russland mit 4310 Einwohnern (Stand 14. Oktober 2010).

## Geographie
Der Ort liegt etwa 125 km Luftlinie westsüdwestlich des Oblastverwaltungszentrums Kurgan im Süden des Westsibirischen Tieflands zwischen den abflusslosen Salzseen Almenkol und Belkau.
Almenewo ist Verwaltungszentrum des Rajons Almenewski sowie Sitz und einzige Ortschaft der Landgemeinde (selskoje posselenije) Almenewski selsowet.

## Geschichte
Das Dorf wurde gegen Ende des 16. Jahrhunderts von Tataren gegründet; als Gründungsjahr gilt 1586. Auch heute ist der tatarische Bevölkerungsanteil – für die Oblast Kurgan – überdurchschnittlich hoch; zusammen mit Baschkiren stellen sie etwa die Hälfte der Einwohner, 48 % sind Russen. 1800 wurde Almenewo Sitz der Itschkinskaja wolost im Ujesd Tscheljabinsk des Gouvernements Orenburg.
1919 kam die Wolost zum Jalanski kanton der Baschkirischen ASSR mit Sitz zunächst im 25 km westlich gelegenen Dorf Tanrykulowo, ab 7. März 1922 in Paramonowo, 15 km südsüdwestlich. Nach der Herauslösung des Kantons aus dem baschkirischen Autonomiegebiet am 14. Juni 1922 gehörte Almenewo ab dessen Teilung im November 1923 zum neu gebildeten Kataiski rajon mit Sitz wiederum in Tanrykulowo. Am 30. November 1926 wurde der Verwaltungssitz nach Almenewo verlegt, aber am 20. April 1930 ging der Rajon im Jalano-Kataiski rajon mit Sitz in Safakulewo auf (70 km westlich). Seit November 1940 ist Almenewo wieder Verwaltungssitz eines nun nach ihm benannten Rajons, mit Unterbrechung vom 1. Februar 1963 bis 12. Januar 1965, als der Rajon aufgelöst und sein Territorium unter den Nachbarrajons aufgeteilt war.

### Bevölkerungsentwicklung
| Jahr | Einwohner |
| ---- | --------- |
| 1959 | 2757      |
| 1970 | 3839      |
| 1979 | 4753      |
| 1989 | 5013      |
| 2002 | 4559      |
| 2012 | 4310      |

Anmerkung: Volkszählungsdaten

## Verkehr
Etwa 10 km westlich des Ortes verläuft die Regionalstraße 37K-0003 (ehemals R328), die von Schumicha an der föderalen Fernstraße R254 Irtysch (ehemals M51) Tscheljabinsk – Omsk – Nowosibirsk über das südlich benachbarte Rajonzentrum Zelinnoje nach Ust-Uiskoje unweit der Grenze zu Kasachstan führt. Im knapp 40 km nördlich von Almenewo gelegenen Schumicha befindet sich auch die nächstgelegene Bahnstation an der Südroute der Transsibirischen Eisenbahn Samara – Tscheljabinsk – Omsk.
Die Straße von der 37K-0003 nach Almenewo trägt die Nummer 37N-0105; zunächst nach Südosten führt sie weiter als 37N-0103 in Richtung der gut 50 km entfernten Stadt Kurtamysch.